# Drinjača
Die Drinjača (serbisch-kyrillisch Дрињача) ist ein linker Nebenfluss der Drina im Osten von Bosnien und Herzegowina. Sie entspringt am Berg Konjuh (1326 m) 15 km nordöstlich von Kladanj in einer Höhe von etwa 1000 m und mündet nach 77 km beim gleichnamigen Dorf in die hier zum Zvorniksee angestaute Drina. Das Einzugsgebiet der Drinjača umfasst 1875 km².

## Lauf
Bevor der Fluss die Kleinstadt Kladanj erreicht, verläuft er zunächst durch eine weitgehend unbesiedelte Mittelgebirgslandschaft. Zwischen Kladanj und Vlasenica bildet das enge Tal der Drinjača den Verkehrskorridor für die Fernstraße M 19-2 (Tuzla – Vlasenica – Sarajevo). Beim Dorf Tišća fließt das gleichnamige Flüsschen von rechts zu. Die Drinjača wendet sich nach Norden und umfließt den Höhenzug Donji Birač. Am linken Uferhang nahe Kamenica Gornja in der Gemeinde Šekovići befindet sich hier die Burgruine Perin. Kurz vor der Mündung in die Drina nimmt der Fluss den von rechts kommenden Jadar – seinen größten Nebenfluss – auf.